# Antonio Mohamed
Ricardo Antonio Mohamed Matijević (Buenos Aires, 2 april 1970) is een Argentijns voormalig voetballer en huidig voetbaltrainer die speelde als aanvaller. Mohamed speelde als voetballer voor topclubs als Fiorentina, Boca Juniors en Independiente. Op 13 januari 2022 werd Mohamed aangesteld als hoofdtrainer van Atlético Mineiro.

## Erelijst
Als speler
 Huracán
- Primera B Nacional: 1989/90

 Argentinië
- CONMEBOL Copa América: 1991

Als trainer
 Independiente
- CONMEBOL Sudamericana: 2010

 Tijuana
- Liga MX: Apertura 2012

 Club América
- Liga MX: Apertura 2014

 Monterrey
- Liga MX: Apertura 2019
- Copa MX: Apertura 2017, 2019/20

 Atlético Mineiro
- Supercopa do Brasil: 2022

Individueel
- Nummer 11 niet meer in gebruik door Toros Neza als eerbetoon vanwege zijn vijfjarig dienstverband bij de club (1993–1998).